# Reseda complicata
Reseda complicata es una especie de planta de la familia de las resedáceas.

## Descripción
Es una planta perenne. Multicaule y glauca. Los tallos alcanzan un tamaño de hasta de 18-50(70) cm de altura, densamente ramificados desde la base, glabros; ramas erecto-patentes, intrincadas, espinescentes. Las hojas 10-20(35) × 1-2(3,5) mm, alternas, de lineares a oblongas, agudas, subenteras –algunas con 1-2 pares de apéndices escariosos hacia la base–, glabras. Inflorescencia racemosa, laxa, estrecha –de hasta 0,5 cm de ancho–; brácteas 1-2 mm, persistentes, triangulares, de margen escarioso, glabras; pedicelos florales de hasta 0,5 mm, muy cortos, los fructíferos de hasta 1 mm, algo mayores. Sépalos (5)6(7), de 1-1,5 mm, persistentes, agudos, de estrecho margen escarioso, entero, glabros. Pétalos 2,5-3,5 mm, blanquecinos, que amarillean en la desecación; los superiores, unguiculados, con uña de 1/3-1/4 de la longitud del pétalo, obovada, separada del limbo por una membrana transversal, y limbo con 3-5 lóbulos; pétalos laterales e inferiores, no unguiculados, lineares, raramente los laterales bilobulados. Estambres (12)14(17), más cortos que los pétalos; filamentos persistentes, glabros; anteras 0,6-0,7 mm, de suborbiculares a oblongas, amarillas. El fruto en forma de cápsula 2-3 × 3 mm, erecta, subsésil, obovoidea, de paredes ligera-mente sulcadas en la zona placentaria, umbilicada en el ápice y con 4(5) dientes de hasta 1 mm, glabra. Semillas 0,6-0,7 mm, reniformes, de un pardo obscuro a negruzcas, lisas, mates; testa teselada, de teselas lobuladas y ruguladas, con algunas papilas en la zona del pliegue.

## Distribución y hábitat
Se encuentra en  la península ibérica, en pedregales subalpinos y alpinos, en suelos esquistosos; a una altitud de 2000-3100 metros, en Sierra Nevada (España).

## Taxonomía
Reseda complicata fue descrita por Jean-Baptiste Bory de Saint-Vincent y publicado en Annales Générales des Sciences Physiques 3: 13, en el año 1820.
Citología
Número de cromosomas de Reseda complicata (Fam. Resedaceae) y táxones infraespecíficos:  
2n=28, 30
Sinonimia
- Luteola complicata (Bory) Webb	[4]